# 岩井昇山
岩井 昇山（いわい しょうざん、明治3年12月26日（1871年2月15日） - 昭和28年（1953年）1月11日）は、明治から昭和期の日本画家。

## 経歴
旧暦明治3年12月26日（1871年2月15日）、太政官府の役人・岩井秀一の次男として、東京麹町に生まれる。本名は小五郎。成童のころ北派（文晁系）の画家・吉澤雪庵に学び、次いで容斎派の松本楓湖の安雅堂画塾の門人となる（楓湖の浅草栄久町時代、明治10〜25年の弟子）。晩年の文献には、渡辺省亭に師事したと記載されているものもある。日本画会、明治画会、帝国絵画協会、巽画会などに所属するものの、画家としての活動記録はほとんど見られず、展覧会出品の記録も明治35年（1902年）の第12回「日本絵画協会・日本美術院連合絵画共進会」、大正2年（1913年）の「表装競技会」など極めてわずかで、人嫌い、変人、果ては楓湖門破門説などに結びつけられ、“幻の画家”と称される由縁となっている。大正終わりから昭和始めころには、東京市下谷区（現台東区）から埼玉県寄居町に移り、山水を中心に清澄で透明感のある独自の画風を確立したが、ついに画壇の寵児となることなく、昭和28年（1953年）1月11日、同地で没した。享年81。
2006年8月25日号の美術誌『Bien（美庵）』Vol.40（藝術出版社）にて、巻頭特集「幻の画家・岩井昇山』として紹介されるや、一躍脚光を浴び、『埼玉新聞』2006年9月14日付でも「謎多き孤高の画家」として大きく紙面を割いて報道した。その後も地元・寄居周辺を中心に展覧会の動きもあり、盛り上がりを見せている。

## 贋作に注意
昇山の名が上がるにつれて、ネットオークションや埼玉など地方において悪質な贋作が出回っているので注意を要する。
見つかっている贋作類は、
A.熱で圧着させたシールのような落款を用いている→落款をよく見ると、サインや印章の周囲に不自然な光沢がある等の特徴から判別できる。
B.直接インクを転写するやりかたでサインや落款を入れている→Aのように不自然な光沢は周囲にないが、サインならば墨の色が絵中の墨色と違ったりする（薄かったり青かったり、異質な感がある）ことから判別できる。
近年は、上記A・Bのような判別が困難な、巧妙な落款を施した贋作が確認されている。
現在の昇山の価格相場では、共箱付の掛け軸であったとしても、3万〜5万が相場。